# Dieudonné Kayembe Mbandakulu
Pour les articles homonymes, voir Kayembe.
 (avril 2018).
Dieudonné Kayembe Mbandakulu Tshisuma (né le 9 avril 1945) était le chef d'État-major général des Forces armées de la République démocratique du Congo. Depuis le 12 juin 2007, il a le grade de lieutenant-général.

## Formation
Il fait ses études primaires à l'Athénée de Lubumbashi, suivies de celles du niveau secondaire à celle de Mbuji-Mayi au Kasaï Oriental.
En 1966, il est admis à l'École spéciale militaire de Saint-Cyr, en France. Il est de la même promotion que le colonel congolais Philippe Bikinkita.
En 1968, à l'issue de cette formation, il est admis à l'école d'application de l'arme blindée cavalerie à Saumur, toujours en France.
Désormais appelé à un cursus honorable, l'officier Kayembe entre, après concours, à l'École de commandement à Fort Knox, Kentucky, aux États-Unis. Sa formation dans cette école sera sanctionnée par un brevet d'État-major.
Il s’occupe vers la fin des années 1970 de la logistique (T4) au sein de la Division Kamanyola (en), au Katanga. Il est « relégué » au Kasaï à la suite de « l’affaire Mukobo » relative à l’accusation portée contre le général Mukobo dans une affaire d’armes envoyées au Zaïre de Mobutu, en provenance de la Belgique.

## Carrière
Après l'arrivée au pouvoir de Laurent Désiré Kabila, en mai 1997, le colonel Dieudonné Kayembe est nommé directeur de cabinet adjoint au ministère de la Défense, et passe du grade de colonel au grade de général de brigade.
Il est nommé successivement vice-ministre de la Défense et ensuite de la Reconstruction. Chef d'État-major du quartier général des Forces armées congolaises en 2002, il assume ensuite les fonctions de directeur général de la Détection militaire des activités anti-patrie (DEMIAP), le service de renseignement militaire Congolais.
Le 12 juin 2007, il est élevé au grade de lieutenant général et nommé chef d'État-major général des FARDC par le Président de la République, Joseph Kabila, Commandant suprême de ces forces armées. Il remplace à ce poste le Lieutenant Général Kisempia Sungilanga.